# Friends (비치 보이스의 음반)
| 전문가 평가                   | 전문가 평가 |
| 평가 점수                     | 평가 점수   |
| 출처                          | 점수        |
| ----------------------------- | ----------- |
| AllMusic                      | [ 1 ]       |
| Blender                       | [ 2 ]       |
| Encyclopedia of Popular Music | [ 3 ]       |
| MusicHound                    | 3/5         |
| Q                             | [ 5 ]       |
| The Rolling Stone Album Guide | [ 6 ]       |

《Friends》는 1968년 6월 24일, 캐피틀 레코드를 통해 발매된 미국의 록 밴드 비치 보이스의 열네 번째 스튜디오 음반이다. 이 음반은 당시 유행했던 음악 트렌드를 대비시킨 차분하고 평화로운 분위기와 간결함이 특징이며, 12곡 중 5곡이 2분도 채 되지 않는 음원을 달린다. 미국 빌보드 200 차트에서 126위를 정점으로 영국에서 13위에 올랐지만, 이 차트는 저조한 판매고를 기록했다. 팬들은 일반적으로 이 음반을 그 밴드의 가장 훌륭한 음반 중 하나로 간주하게 되었다.
이전 두 음반과 마찬가지로, 《Friends》는 주로 브라이언 윌슨의 집에서 Lo-Fi 제작 스타일로 녹음되었다. 이 음반의 세션은 이 밴드의 재정이 급격히 줄어들고 있던 1968년 2월부터 4월까지 계속되었다. 주로 브라이언, 데니스, 칼 윌슨이 앨 자딘과 함께 작사 겸 작곡, 공연 또는 제작하였다. 몇몇 곡들은 이 그룹이 최근 마하리시 마헤쉬 요기와 그의 초월적 명상 연습에 참여하면서 영감을 받았다. 브라이언 대신 "비치 보이스"를 프로듀서로 인정받은 세 번째 연속 음반이자 데니스의 곡이 처음으로 피처링된 음반이었다.
음반에서 한 곡이 발표되었는데, 〈Friends〉는 미국에서 47위, 영국에서는 25위에 도달한 왈츠였다. B-사이드는 데니스가 공동 작사 겸 작곡한 〈Little Bird〉이다. 지난 5월 마하리시와 함께 전국 투어를 계획했으나 티켓 판매가 저조하고 이후 마하리시의 탈퇴로 5회 방송 끝에 취소됐다. 독립 싱글인 〈Do It Again〉이 7월에 발매되었다. 그것은 미국 톱 20에 도달했고, 영국에서 그들의 두 번째 히트곡이 되었고, 《Friends》의 외국 언론에 포함되었다.
《Friends》는 음악 매체에서 호평을 받았지만, 《Smiley Smile》 (1967년) 이후 그들의 음반처럼 이 음반의 단순함이 비평가와 팬들을 갈라놓았다. 그것은 1977년 《The Beach Boys Love You》까지 브라이언이 대부분의 트랙에서 인정받은 마지막 LP였다. 마하리시와의 협력 투어가 실패했음에도 불구하고, 그 단체는 마하리시와 그의 가르침에 대한 지지자로 남아 있었다. 데니스는 이후 비치 보이스 음반에 더 많은 곡을 수록했고, 결국 1977년 《Pacific Ocean Blue》라는 솔로 음반으로 정점을 찍었다. 2018년에는 《Wake the World: The Friends Sessions》 컴필레이션을 위해 세션 하이라이트, 아웃테이크, 얼터네이트 테이크 등이 발표되었다.

## 배경
1967년 9월과 12월, 비치 보이스는 각각 《Smiley Smile》과 《Wild Honey》를 발매했다. 음악 팬들은 《Pet Sounds》와 〈Good Vibrations〉(둘 다 1966년)의 정교함의 후속작이라고 광고된 그들의 미공개 음반 《Smile》을 둘러싼 과대 광고에 대해 이 밴드가 두 번 실패한 것에 대해 대체로 실망했다. 대신 이 그룹은 보다 단순하고 세련되지 못한 음악을 제작하기 위해 의도적인 선택을 하고 있었다. 마이크 러브는 《Wild Honey》에 대해 밴드가 의식적인 결정을 내렸다고 말했다. "그 당시 어떤 일이 일어났는지 주류에서 벗어나게 되었습니다. 그것은 모두 하드 록과 사이키델릭 음악이었습니다. 그 음반은 그저 진행 중인 일과 아무 관련이 없을 뿐이었어요."
《Wild Honey》는 그룹의 프로듀서이자 주요 작곡가인 브라이언 윌슨의 참여가 줄어든 것을 보았다. 동생 칼 윌슨은 이 음반을 "형이 식혀줄 음악입니다. 형은 여전히 매우 빈틈이 없었습니다."라고 말했다. 《Wild Honey》가 미국의 《Smiley Smile》보다 높은 차트를 기록했지만, 그것은 궁극적으로 그 시점까지 그 그룹의 가장 낮은 판매량 음반이었다. 1967년 11월 2주간의 미국 순회공연을 제외하고, 이 기간 동안 밴드는 라이브 공연을 하지 않았고, 그들의 재정은 급속히 줄어들고 있었다. 같은 달, 이 그룹은 라스베이거스 쇼 밴드와 비슷한 흰색 폴리에스테르색 정장을 매치하는 것을 찬성하기 위해 그들의 오랜 줄무늬 셔츠 무대 유니폼을 입는 것을 중단했다.
데니스 윌슨, 앨 자딘, 러브는 1967년 8월, 비틀즈가 마하리시 마헤쉬 요기의 초월명상 기법을 공개적으로 지지한 이후 그의 가르침에 관심을 갖게 된 수많은 록 음악가 중 일부였다. 같은 해 12월, 투어 중이던 밴드는 파리에서 열린 유니세프 버라이어티 갈라에서 마하리시의 강연을 들었고, 내면의 평화를 얻기 위한 수단으로서 그의 명상법이 지닌 단순함과 효과에 깊은 감명을 받았다. 그들은 같은 날 마하리시의 호텔 방에서 그를 만날 기회를 얻었으며, 브라이언에 따르면 "그들이 돌아왔을 때 칼은 마치 떠 있는 사람 같았다... 그를 통해서 나에게도 전해졌다"고 말했다. 그는 자신이 "이미 입문은 한 상태였다"고 회상하며 "하지만 바보같이 계속 실천하지 않았고, 뭔가를 실천하지 않으면 모든 것이 막히기 마련이다... 지금은 우리 모두 함께 명상하고 있다"고 덧붙였다.
1968년 1월 한 인터뷰에서 브라이언은 그룹이 다음 작품이 어떤 형태가 될지 확신하지 못하고 있다고 밝혔지만, "명상에 관한 노래를 곧 쓸 것 같다. 한 달은 넘기지 않을 것"이라고 말했다. 그는 또한 "기존의 사운드 제작 방식을 벗어나 이전에 한 번도 들어본 적 없는 소리를 만들어내는 것"에 관심이 있다고도 밝혔다. 2월 초, 그룹은 버펄로 스프링필드와 함께 미국에서 흩어진 공연 일정을 소화했다. 비치 보이스는 뉴욕과 매사추세츠주 케임브리지에서 열린 마하리시의 공개 강연에 참석했고, 그 직후 마하리시는 러브를 인도 북부 리시케시에서 열리는 자신의 훈련 세미나에 참가 중이던 비틀즈와 함께하도록 초대했다. 러브는 2월 28일부터 3월 15일까지 그곳에 머물렀으며, 그의 부재 동안 나머지 멤버들은 《Friends》로 알려지게 될 음반의 녹음을 시작했다.

## 곡 목록
| #  | 제목                         | 작사·작곡                                                 | 리드 보컬                 | 재생 시간 |
| -- | ---------------------------- | --------------------------------------------------------- | ------------------------- | --------- |
| 1. | 〈Meant for You〉            | 브라이언 윌슨, 마이크 러브                                | 마이크 러브               | 0:38      |
| 2. | 〈Friends〉                  | B. 윌슨, 칼 윌슨, 데니스 윌슨, 앨 자딘                    | 칼 윌슨, 브라이언 윌슨    | 2:32      |
| 3. | 〈Wake the World〉           | B. 윌슨, 자딘                                             | B. 윌슨, C. 윌슨          | 1:29      |
| 4. | 〈Be Here in the Mornin'〉   | B. 윌슨, C. 윌슨, D. 윌슨, 러브, 자딘                     | 자딘, C. 윌슨             | 2:17      |
| 5. | 〈When a Man Needs a Woman〉 | B. 윌슨, D. 윌슨, C. 윌슨, 자딘, 스티브 코쇼프, 존 파크스 | B. 윌슨                   | 2:07      |
| 6. | 〈Passing By〉               | B. 윌슨                                                   | B. 윌슨, C. 윌슨, 앨 자딘 | 2:24      |

| #  | 제목                          | 작사·작곡                                  | 리드 보컬        | 재생 시간 |
| -- | ----------------------------- | ------------------------------------------ | ---------------- | --------- |
| 1. | 〈Anna Lee, the Healer〉      | B. 윌슨, 러브                              | 러브             | 1:51      |
| 2. | 〈Little Bird〉               | D. 윌슨, 스티븐 칼리니치                   | D. 윌슨, B. 윌슨 | 2:02      |
| 3. | 〈Be Still〉                  | D. 윌슨, 칼리치니                          | D. 윌슨          | 1:24      |
| 4. | 〈Busy Doin' Nothin'〉        | B. 윌슨                                    | B. 윌슨          | 3:05      |
| 5. | 〈Diamond Head〉              | 알 베스코보, 라일 리츠, 짐 애클리, B. 윌슨 | 기악             | 3:39      |
| 6. | 〈Transcendental Meditation〉 | B. 윌슨, 러브, 자딘                        | B. 윌슨          | 1:51      |